# غازیباون
غازیباون یک منطقهٔ مسکونی در الجزایر است که در ناحیه ثنیه واقع شده‌است. غازیباون ۳٫۶ کیلومتر مربع مساحت دارد ۴۸۰ متر بالاتر از سطح دریا واقع شده‌است.